# Giuseppe Meazza
Giuseppe "Peppino" Meazza (Milaan, 23 augustus 1910 – Lissone, 21 augustus 1979) was een Italiaans profvoetballer en voetbaltrainer. Hij wordt beschouwd als een van de beste voetballers in de Italiaanse competitie van de jaren dertig.

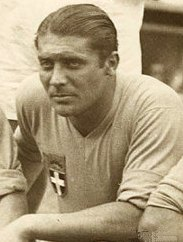
Giuseppe Meazza in 1939

Zijn aantal van 33 goals in 53 interlands voor het Italiaanse elftal was een record, totdat het werd verbeterd door Luigi Riva in de jaren zeventig. Meazza begon zijn carrière als spits bij Internazionale in 1927; hij was toen pas 17 jaar. In het daarop volgende seizoen scoorde hij 33 doelpunten en was daarmee topscorer van de Italiaanse competitie, een prestatie die hij nog tweemaal zou herhalen.
Zijn bijnaam luidde Balilla en die dankte hij aan het feit dat Meazza al op zijn veertiende in het eerste elftal van Internazionale speelde. Jongens tussen de acht en veertien jaar die ten tijde van de fascistische overheersing in Italië deel uitmaakten van Benito Mussolini's paramilitaire jeugdbeweging werden Balilla's genoemd.
In 1934 had Meazza een grote rol in het eerste Italiaanse succes op een WK. Hij was altijd gevaarlijk met de spitsen Giovanni Ferrari en Silvio Piola aan zijn zijde. Hij was de aanvoerder van het Italiaanse elftal dat in 1938 voor de tweede maal wereldkampioen werd. Een bekend moment uit dat toernooi deed zich voor in de halve finale tegen Brazilië: hij kreeg een strafschop te nemen maar tijdens zijn aanloop zakte zijn broek af. Nonchalant trok hij deze omhoog en schoot de bal in het net, waardoor Italië de finale bereikte.
Kort na het WK liep hij een blessure op die hem voor een groot deel van het seizoen 1938/1939 aan de kant hield. Meazza ging eind 1939 naar AC Milan, maar hij speelde daar haast nooit, totdat hij in 1942 wegging. Hij speelde nog voor Juventus en AS Varese 1910 in de oorlog, daarna vertrok hij voor één seizoen naar Atalanta Bergamo in 1945. Na dat jaar werd hij coach van Internazionale.
Meazza stierf in 1979, op de leeftijd van bijna 69 jaar. In 440 wedstrijden in de Serie A scoorde hij 269 maal. In totaal (met interlands en Europese wedstrijden) scoorde hij 355 goals. Als eerbetoon werd een stadion naar hem genoemd: Stadio Giuseppe Meazza (San Siro), de thuishaven van Internazionale en AC Milan. In 2011 werd hij vanwege zijn verdiensten opgenomen in de Hall of Fame van het Italiaanse voetbal.

## Erelijst
Internazionale
- Serie A: 1929/30, 1937/38, 1939/40
- Coppa Italia: 1938/39

 Italië
- Wereldkampioenschap voetbal: 1934, 1938
- Centraal-Europese Internationale Beker: 1927/30, 1933/35

Individueel
- Topscorer Serie A: 1929/30, 1935/36, 1937/38
- Topscorer Mitropacup: 1930, 1933, 1936
- Wereldkampioenschap voetbal Gouden Bal: 1934
- Wereldkampioenschap voetbal All-Star Team: 1934
- Hall of Fame van het Italiaans voetbal (postuum, 2011)
- Walk of Fame dello sport italiano: 2015
- Hall of Fame Internazionale: 2019